# John Robinson (amerykański aktor)
John C. Robinson (ur. 25 października 1985 w Portland w Oregonie) – amerykański aktor. Zadebiutował rolą Johna McFarlanda w filmie Słoń w 2003 roku. Wystąpił też w roli słynnego skatera i surfera, Stacy’ego Peralty, w filmie Królowie Dogtown. W 2007 roku zagrał poboczną rolę w filmie Transformers. Odegrał również gościnną rolę Liama w jednym z odcinków serialu Spojrzenia.
Ma 179 cm wzrostu.

## Wybrana filmografia
| Rok  | Tytuł                    | Rola            |
| ---- | ------------------------ | --------------- |
| 2003 | Słoń                     | John McFarland  |
| 2005 | Królowie Dogtown         | Stacy Peralta   |
| 2006 | Krew za krew             | Kid             |
| 2007 | Transformers             | Miles Lancaster |
| 2014 | Spojrzenia               | Liam            |
| 2014 | Złego coś się skrada     | James Campbell  |
| 2015 | Dziewczyna warta grzechu | Andre           |